# Josef Čapek (hudebník)
Josef Volf Čapek, později znám jako Joseph Czapek (19. března 1825, Praha - 6. července 1915, Göteborg) byl česko-švédský varhaník, dirigent a skladatel.

## Životopis
Čapek byl synem pražského varhaníka. Jeho hudební nadání mu umožnilo od šesti let vystupovat jako houslista. Ve dvanácti letech nastoupil na Pražskou konzervatoř, kde studoval hru na housle u německého houslisty Friedricha Wilhelma Pixise a harmonii a skladbu u ředitele školy, Bedřicha Diviše Webera.
Konzervatoř dokončil v roce 1843 a přijal roční angažmá ve Stavovském divadle. Následně se přestěhoval do Berlína, kde působil nejprve jako dirigent Friedrich-Wilhelmstadtském divadle a poté kapleníkem Štýrské hudební společnosti (Steyermarkische Gesellschaft), se kterým podnikl turné po Německu a Skandinávii, a které mělo údajně veliký úspěch.
Po koncertě v Göteborgu 2. května 1847 se hudebníci Společnosti odcestovali do Spojených států. Čapek však dostal nabídku od knihkupce Nathana Jacoba Gumperta na uvolněné místo hudebního ředitele u dělostřeleckého pluku Göta, proto se rozhodl zůstat ve Švédsku. V této funkci zůstal v letech 1848–1878.
Od podzimu 1848 Josef Čapek organizoval hudební akce a brzy se stal dominantní postavou hudebního života v Göteborgu druhé poloviny 19. století.
V letech 1856-1861 spolupracoval s Bedřichem Smetanou během jeho pobytu v Göteborgu a také s českým skladatelem Augustem Meissnerem, který do Göteborgu přijel z Čapkova podnětu.
V letech 1862-1868 byl Čapek ředitelem Göteborského orchestru a působil jako dirigent v divadle Stora a orchestru Harmoniska Sällskapet. Kromě toho vyučoval zpěvu na několika školách.
Kromě toho byl v letech 1856-1909 varhaníkem v göteborské synagoze a v letech 1857-1900 v anglikánském kostele sv. Ondřeje.
V roce 1884 z jeho iniciativy vznikl soubor Eugèna Sundberga, jehož byl několik let předsedou.

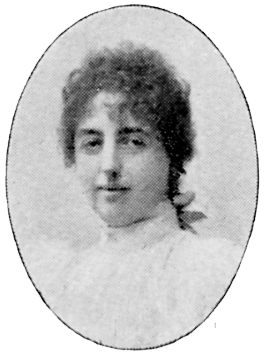
Čapkova dcera Elisabeth Martina Ellenore Czapek

Čapek se stal v roce 1853 spolupracovníkem Královské hudební akademie a v roce 1860 obdržel řád Litteris et Artibus, která se uděluje za mimořádný umělecký přínos především v hudbě, jevištní tvorbě a literatuře. V témže roce se mu narodila dcera Elisabeth (†1949), významná umělecká malířka miniatur.
Josef Čapek zemřel 14. července roku 1915 v Göteborgu.

## Dílo
Josef Čapek složil dvě symfonie, koncertní předehru, pochodovou hudbu a příležitostné skladby pro orchestr, tři mše, Te Deum, Benedictus a několik kantát, včetně ve své době ceněné opery Das Weltgericht (Poslední soud) a komorní hudbu.

## Diskografie
- Militärmusik i Göteborg / Hemvärnets musikkår Göteborg. Göteborg: Centor, p 2007 - Innehåller: Kungl. Göta artilleriregementes sorgmarsch ; Göteborgs skarpskyttesmarsch ; Första maj-marsch ; Parade marsch.
- Strandhugg i västsvenskt musikliv: Bengt Andersson och Anna Wallin porträtterar tonsättarna Czapek, Smetana, Andrée, Håkanson, Anrep-Nordin och Nystroem. Göteborg: Altfiol i Väst. 2009. Libris 13554369  - Innehåller Andante religioso av Czapek.